# Tomcar

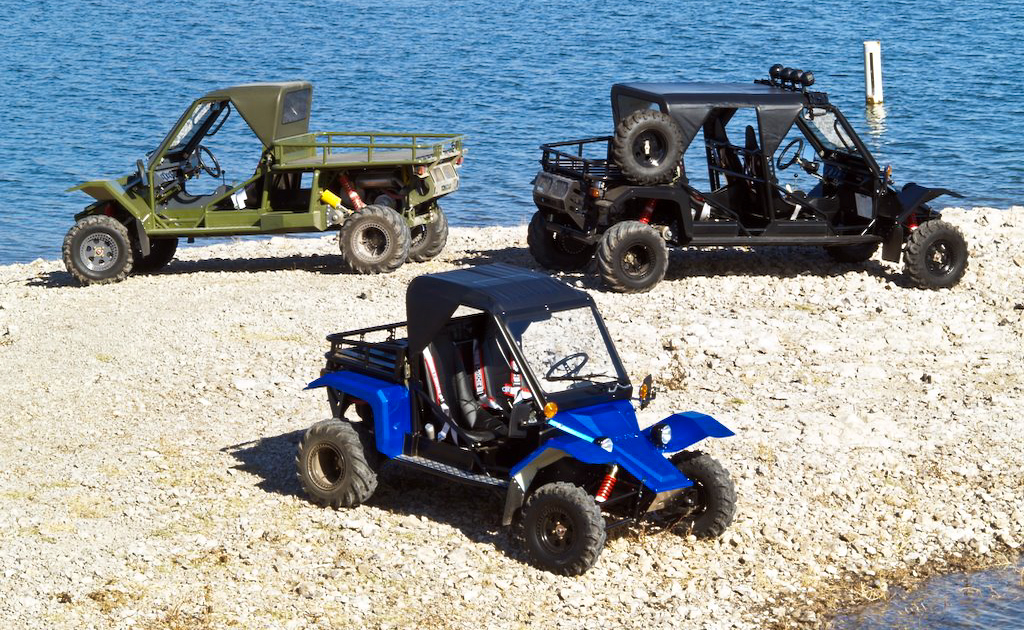
Tomcar T2 (blau), T4 (negre), i un T5 (verd).

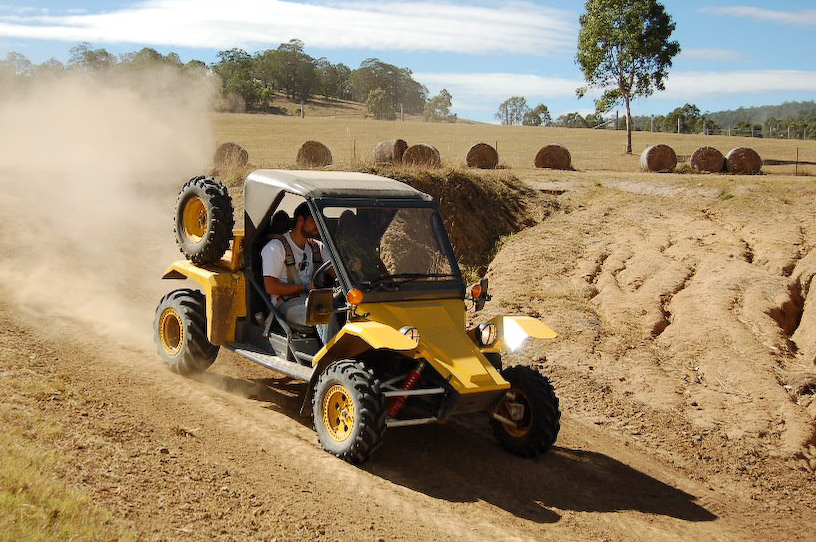

El Tomcar és un tipus de vehicle  utilitari tot-terreny.
El Tomcar es fa en models de dos i quatre seients, i és propulsat ja sigui per motors de gasolina sense plom o motors diésel, com també per motors elèctrics. Utilitza un sistema de transmissió CVT i un sistema de transmissió final per cadena, donant als vehicles una distància a terra de 38 cm (15").
El sistema de braç basculant amb cadena del Tomcar deixa el vehicle per damunt de la mitjana de distància a terra amb la seva suspensió articulada que crea  una sustentació o "anti-squat".

## Història

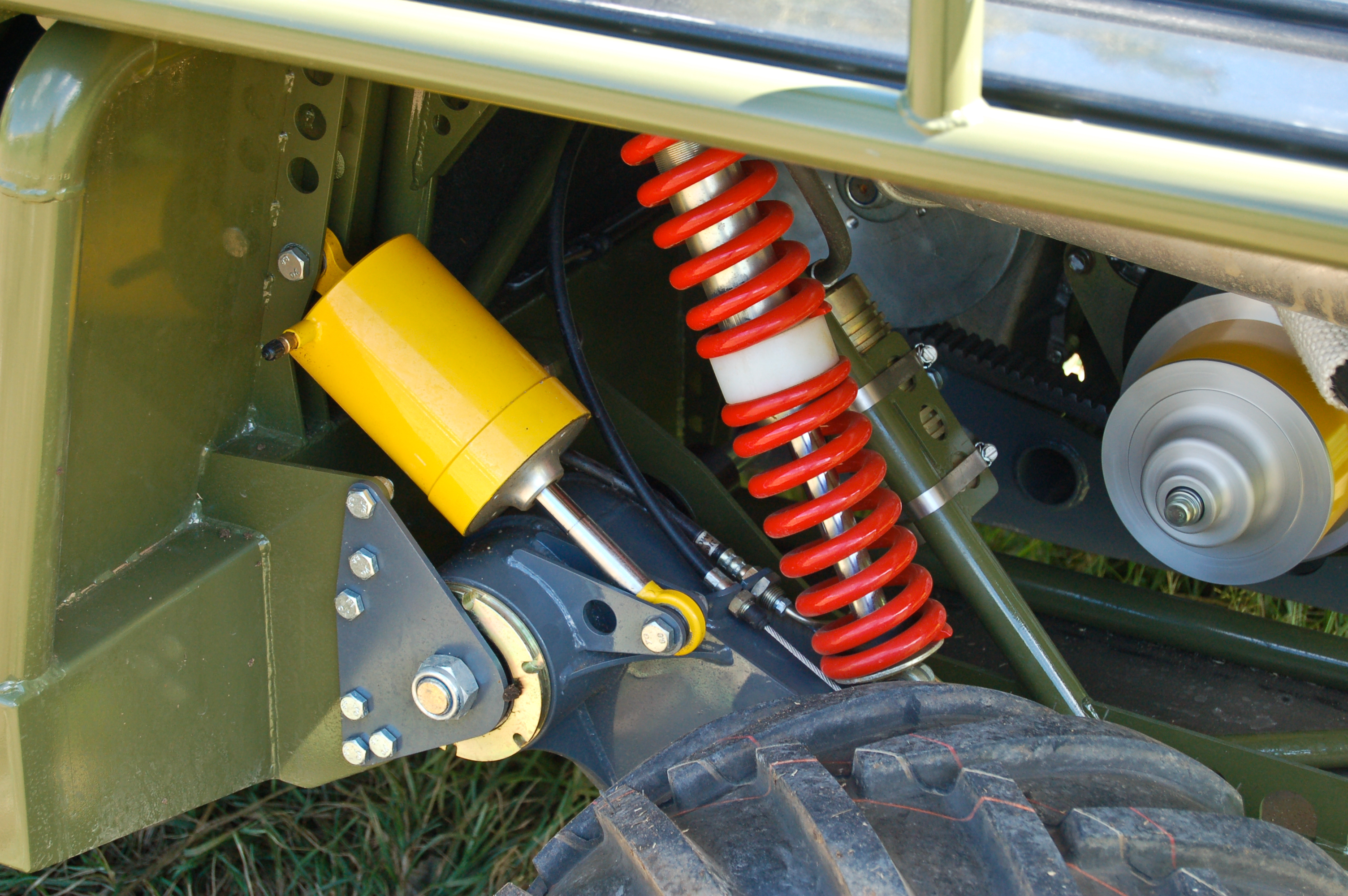

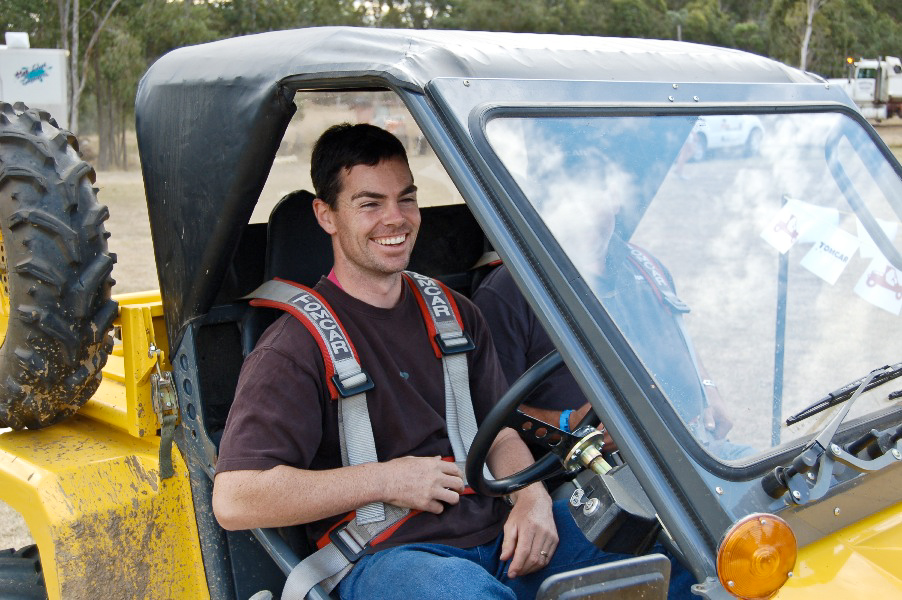

El Tomcar és un vehicle militar especialitzat. El model inicial va ser el T2 de dos seients. Un model de quatre places, conegut com el T4, es va afegir a la línia amb la finalitat de portar més personal. També es va desenvolupar una versió d'utilitat amb una major capacitat de càrrega, coneguda com a T5.
Actualment està sent utilitzat per l'exèrcit israelià per patrullar les seves fronteres i dur a terme diverses missions militars. També és utilitzat per la duana dels EUA i la patrulla de frontera, per la guàrdia nacional dels EUA, i per l'Exèrcit britànic a Afganistan.
El Tomcar s'ha posat a la disposició del públic tant per a ús comercial com recreatiu des de 2005.
El Tomcar està fabricat a Melbourne, Austràlia per MTM Pty Ltd sota llicència de Tomcar Austràlia Pty Ltd. La producció va començar al novembre 2011. El centre de Melbourne Tomcar Austràlia es va posar en marxa oficialment el 8 de març 2012 pel Ministre de Comerç, Indústria i Exportació, Richard Dalla-Riva.
El 6 de novembre de 2013, Tomcar Austràlia Pty Ltd es va convertir en el primer fabricant d'automòbils en acceptar Bitcoin. Al març de l'any 2015l'empresa Tomcar Austràlia es va convertir en el primer fabricant d'automòbils en el món en vendre un vehicle nou mitjançant Bitcoin.
Tomcar Austràlia va anunciar al maig 2016 que produirien el primer cotxe elèctric de fabricació australiana .

## Models
El Tomcar actualment surt en la versió dues-places batejada T-2, en la versió quatre-places o T-4 i en la versió utilitària de dues-places o T-5.
El Tomcar solia estar també disponible en una versió d'un sol seient, coneguda com a T-1 ; No obstant això, ara no es fabrica

## Especificacions
Model: T-2 (Dues-Places)
Dimensions:
- Longitud: 2820 mm / 111.5 "
- Amplària: 1780 mm / 70 "
- Altura: 1686 mm / 67 "

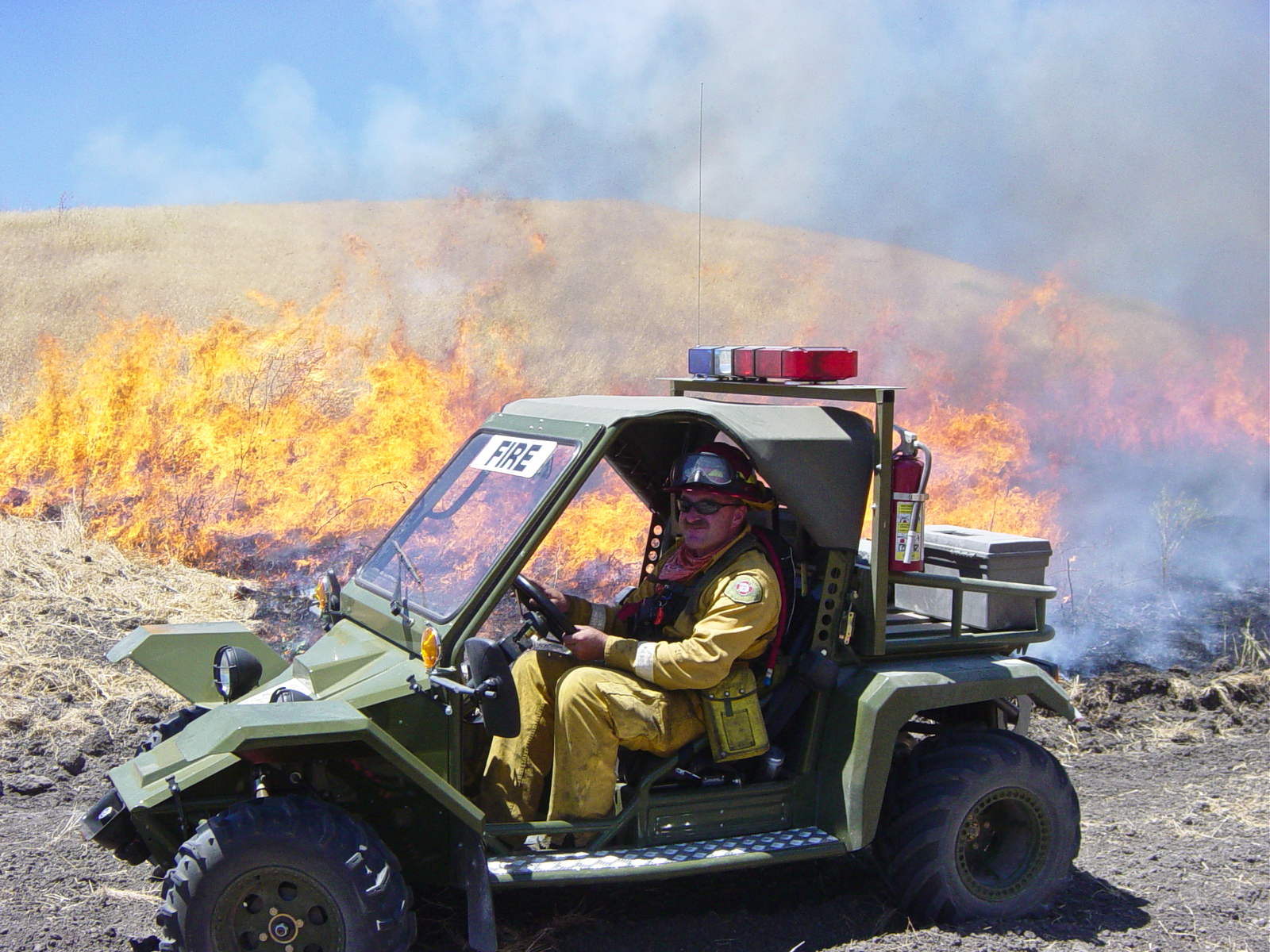

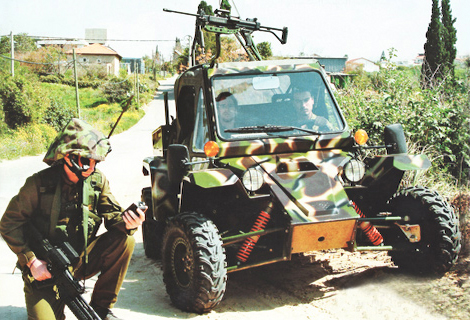

- Distància entre eixos: 2052 mm / 81 "
- Distància al sòl: 381 mm / 15 "
- Pes en buit: 715 kg / 1573 lliures

Motors:
- Motor Lombardini Inline 4 temps Dièsel.
- YH465Q-2I Motor de gasolina de 4 temps amb refrigeració per aigua.
- Kohler LH775S Motor de gasolina refrigerat per líquid.[16]

Transmissió:
- Variador automàtic CVT
- Caixa d'engranatges d'alta i baixa potència
- Tracció posterior
- Transmissió final: 2 cadenes banyades amb oli dual
- Endavant- neutre - enrere
- Bloqueig diferencial

Pneumàtics:
- Davanter: EN 25 x 8 - 12
- Darrere: EN 26 x 12 - 12

Suspensió:
- Davantera: Doble triangle, pesat de 343 mm/13.5 " de recorregut
- Darrere: Tracció de braç pesat de 343mm/ 3.5 " de recorregut amb bobina dual sobre ressorts, amortidors de gas / hidràulics

Direcció:
- Cremallera-i-pinyó, 1.6 voltes de topall de gom a gom

Frens:
- Frens de disc
- Fre de mà mecànic

Combustible:
- 26 litres /  1 o 2 dipòsits de seguretat de 6.75 galons

Electricitat:
- Bateria de 12V 56AH
- Alternador i regulador
- Presa de corrent
- Fars halògens, llums de posició i llums de fre
- Clàxon

Instrumentació:
- Velocímetre

- Comptador horari de les rodes
- Voltímetre
- Indicador de combustible
- Pressió d'oli baixa
- Intermitent
- Llum de carretera
- Indicador de temperatura de l'aigua

Seients:
- Tipus cub ajustable amb reposacaps,
- Arnés de 4 punts